# Gilbert La Lasseur de Ranzay
Gilbert Le Lasseur De Ranzay (Parigi, 26 agosto 1885 – Firenze, 10 gennaio 1912) è stato un aviatore francese e un pioniere dell'aviazione.

## Biografia
Figlio del poeta Louis Le Lasseur de Ranzay (1856-1918) e della baronessa Geneviève Le Lasseur (1860-1946) (i genitori erano cugini).
Divenuto aviatore con tanto di brevetto numero 479 nel 1911, anche se aveva già volato l'anno precedente a Nantes, inizia ad affrontare prove sempre pià impegnative fino a vincere la corsa da Valencia ed atterrando ad Alicante.
La prova che lo consegnerà alla storia inizia la mattina del 20 ottobre 1911 da Balogna in direzione Campo di Marte con passeggero il barone Della Noce. Dopo circa un'ora raggiungono l'obiettivo e ripartono in direzione Siena, ma sono costretti ad atterrare per un guasto a Castiglion Fiorentino.
Con il suo Blériot XI-2 riparte solo La Lasseur ed arriva a Siena in quello che all'epoca era il prato fuori Porta Camollia e l'Antiporto spesso usato per esercitazioni militari e sportive. La voce del suo arrivo si era sparsa e ad attenderlo c'erano non meno di 5000 persone, tanto che una lotteria, effettuata per l'occasione, aveva decretato che il vincitore potesse volare sopra la Piazza del Campo e alla Torre del Mangia nell'aereo condotto dal celebre pilota.
Si narra che dopo tale impresa La Lasseur fosse diretto a Roma e avesse intenzione di collaborare con i soldati italiani impegnati in Africa.
Appena due mesi dopo fu colto da febbre da tifo e morì a Firenze all'età di 26 anni.

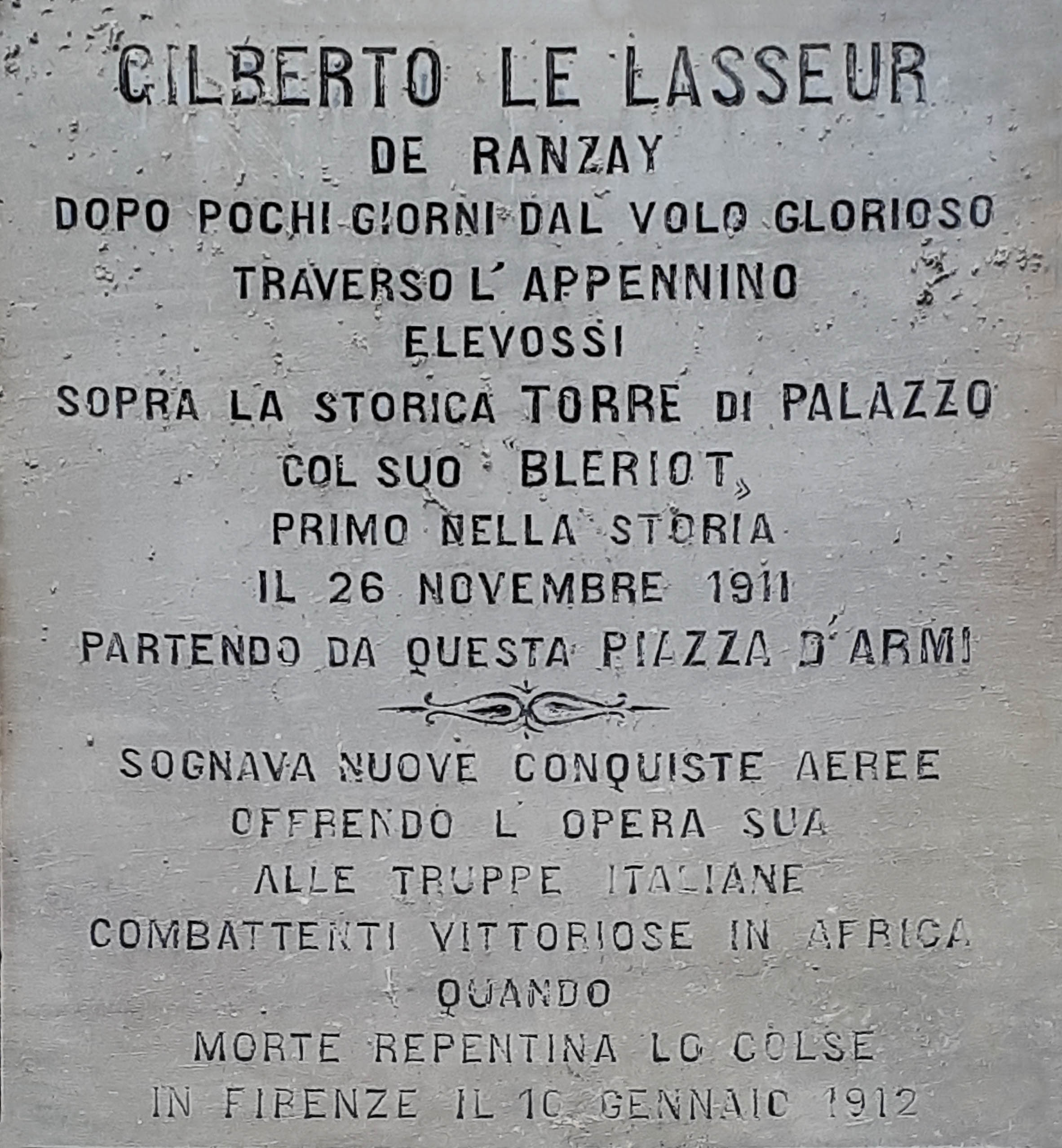
targa in memoria di Gilbert Le Lasseur De Ranzay

## Onorificenze
I senesi posero una targa in suo onore, ricordando la celebre impresa nel luogo dell'atterraggio e che nel tempo è divenuta la Piazza d'Armi.